# Леле (афразийский язык)
Леле — восточночадский язык, на котором говорят в провинции Танджиле, в департаменте Танджиле-Уэст, южнее города Кело в Чаде.
| Алфавит леле | Алфавит леле | Алфавит леле | Алфавит леле | Алфавит леле | Алфавит леле | Алфавит леле | Алфавит леле | Алфавит леле | Алфавит леле | Алфавит леле | Алфавит леле | Алфавит леле | Алфавит леле | Алфавит леле | Алфавит леле | Алфавит леле | Алфавит леле | Алфавит леле | Алфавит леле | Алфавит леле | Алфавит леле | Алфавит леле | Алфавит леле |
| ------------ | ------------ | ------------ | ------------ | ------------ | ------------ | ------------ | ------------ | ------------ | ------------ | ------------ | ------------ | ------------ | ------------ | ------------ | ------------ | ------------ | ------------ | ------------ | ------------ | ------------ | ------------ | ------------ | ------------ |
| A            | B            | 'B           | C            | D            | 'D           | E            | G            | H            | I            | J            | K            | L            | M            | N            | Ng           | O            | P            | R            | S            | T            | U            | W            | Y            |
| a            | b            | 'b           | c            | d            | 'd           | e            | g            | h            | i            | j            | k            | l            | m            | n            | ng           | o            | p            | r            | s            | t            | u            | w            | y            |

## Лингвистическая характеристика
В языке леле имеется три тона: высокий, средний и низкий
Система консонантизма выделяется наличием преназализованных mb, nd, ŋb (при отсутствии ŋg), глоттализованных ɓ, ɗ и смычных лабиовелярного ряда кр, gb, ŋb.
В системе времён глагола отмечается противопоставление настояще-прошедшего и двух будущих времён — неопределённого (синтетического) и определённого (аналитического).